# Coelocarpum
Coelocarpum, biljni rod iz porodice Verbenaceae (sporiševke) smješten u tribus Lantaneae.  Na popisu je 7 endemskih vrsta u Somaliji (1), Madagaskaru (4) i Sokotri (2)

## Opis
Uglavnom grmovi.

## Vrste
Privremeni taksonomski raspored.
1. Coelocarpum africanum Moldenke; Somalija
2. Coelocarpum glandulosum Moldenke
3. Coelocarpum haggierense A.G.Mill.; Sokotra
4. Coelocarpum humbertii Moldenke
5. Coelocarpum madagascariensis Scott Elliot
6. Coelocarpum socotranum Balf.f.; Sokotra, tipična vrsta
7. Coelocarpum swinglei Moldenke